# Homolepis glutinosa
Homolepis glutinosa är en gräsart som först beskrevs av Olof Swartz, och fick sitt nu gällande namn av Fernando Omar Zuloaga och Thomas Robert Soderstrom. Homolepis glutinosa ingår i släktet Homolepis och familjen gräs. Inga underarter finns listade i Catalogue of Life.

## Bildgalleri

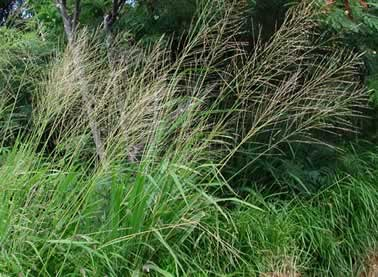